# سیارک ۴۸۲۱
سیارک ۴۸۲۱ (به انگلیسی: 4821 Bianucci، نامگذاری:1986EE5) چهار هزار و هشتصد و بیست و یکمین سیارک کشف شده‌است که در ۵ مارس ۱۹۸۶ کشف شد.
قدر مطلق سیارک برابر ۱۲٫۵۰ است.